# Yoshiaki Nishimura
Yoshiaki Nishimura (jap. 西村 義明 Nishimura Yoshiaki, * 25. September 1977 in der Präfektur Tokio) ist ein japanischer Filmproduzent und Gründer des Studio Ponoc.
Nach einem Auslandsstudium in den Vereinigten Staaten trat Nishimura 2002 dem Studio Ghibli bei. Seinen ersten Posten hatte Nishimura beim 2004 erschienenen Film Das wandelnde Schloss inne, bei dem er für das Urheberrecht zuständig war. Anschließend wirkte er bei weiteren Ghibli-Produktionen wie Die Chroniken von Erdsee (2006) und Ponyo – Das große Abenteuer am Meer (2008) im Marketing mit. Ab 2006 arbeitete er gemeinsam mit Regisseur Isao Takahata für den 2013 erschienenen Film Die Legende der Prinzessin Kaguya als Produzent. Das Projekt war für Nishimura in mehrfacher Hinsicht sehr erfolgreich: Bei den Asia Pacific Screen Awards gewann der Film den Preis für den besten Animationsfilm, zudem wurde er für den Oscar 2015 als „Bester animierter Spielfilm“ nominiert, unterlag hier aber der Produktion Baymax – Riesiges Robowabohu. 2014 wurde er zum leitenden Produzenten des Studio Ghibli. Der erste Film in der Funktion war Erinnerungen an Marnie, den er gemeinsam mit Hiromasa Yonebayashi produzierte. Auch dieser wurde für den Oscar in der Kategorie „Bester animierter Spielfilm“ nominiert, unterlag aber Pixars Alles steht Kopf.
Im April 2015 verließ Nishimura das Studio Ghibli und gründete das Studio Ponoc. Im Juli 2017 erschien dessen erste Produktion Mary und die Blume der Hexen (メアリと魔女の花, Meari to Majo no Hana; engl. Mary and the Witch's Flower), bei der Nishimura als Produzent fungierte. Für Hayao Miyazakis letzten, 2023 veröffentlichen Film, Der Junge und der Reiher, fungierte Nishimura noch einmal als Co-Produzent eines Ghibli-Films. Ebenfalls 2023 erschien der zweite von ihm für Ponoc produzierte Langfilm, Der Imaginäre von Yoshiyuki Momose.

## Filmografie
- 2013: Die Legende der Prinzessin Kaguya (Kaguyahime no monogatari)
- 2014: Erinnerungen an Marnie (Omoide no Mānī)
- 2018: Mary und die Blume der Hexen (Meari to Majo no Hana)
- 2023: Der Imaginäre (Yaneura no Rajâ)